# Парадокс Лапьера
Парадо́кс Лапье́ра — феномен в социальной психологии, заключающийся в несоответствии установок и реального поведения человека. Феномен был обнаружен Ричардом Лапьером (англ. Richard LaPiere), психологом Стэнфордского университета, в результате его ставшего классическим эксперимента.

## Предшествующее исследование
Во второй половине 1920-х годов Ричард Лапьер, специализировавшийся на теме расовых предрассудков, проводил исследование отношения к темнокожим людям в Англии и Франции. Материал для исследования собирался с помощью заранее подготовленных вопросов, вплетённых в якобы случайную беседу, в предприятиях обслуживания (в том числе в гостиницах), распределённых по обеим странам. Приводя ответы на вопросы, полученные от владельцев гостиниц, Лапьер одновременно процитировал студента-индийца, проходившего обучение в Англии. По словам студента, у него никогда не возникало сложностей в получении гостиничного номера в этой стране. По-видимому, результаты этого исследования послужили толчком к новому, проведённому в начале 1930-х годов.

## Эксперимент
Эксперимент проводился в два этапа:
1. На первом этапе Лапьер в течение нескольких лет (1930—1933) путешествовал по США со своими друзьями — молодой супружеской парой китайской национальности. Они посетили 252 американских заведения (68 отелей и 184 ресторана и кафе), и практически в каждом из них (за исключением одного отеля) им был оказан тёплый приём — в заселении не было отказано, персонал обращался с ними вежливо, обслуживание в ресторанах соответствовало стандартам.
2. Второй этап проводился спустя 6 месяцев после завершения путешествия. Лапьер разослал письма в те же заведения, которые посетила группа (67 отелей и 184 ресторана — за исключением единственного отеля, где им отказали в заселении на первом этапе, обосновав отказ расовыми предрассудками), в которых содержалась просьба ответить, готова ли администрация заведения принять гостей китайской национальности. Ответ пришёл из 128 заведений: 92 % отелей и 91 % ресторанов и кафе ответили отказом, остальные использовали уклончивые формулировки, и лишь из одного отеля пришло письмо с согласием.

Таким образом, Лапьер обнаружил явное несоответствие между установками персонала отелей и их реальным поведением. Это повлияло на статус изучения установок в психологии — возник вопрос о целесообразности их изучения, если они, как оказалось, не влияют на поведение.

## Критика эксперимента
- Методы, которые использовал Лапьер на втором этапе эксперимента, были достаточно примитивными — в опроснике, который был разослан в отели, было только два варианта ответа («да» и «нет»). В современной психологии такое использование метода опроса считается некорректным.[источник не указан 3526 дней]
- Ответ был получен только из половины посещённых отелей — некоторые учёные выдвигали предположения о том, что, если бы ответы были получены из всех отелей, результаты не были бы настолько однозначными.
- Между двумя этапами эксперимента прошло 6 месяцев. Нет никакой гарантии, что персонал, отвечавший на письма, — это тот же самый персонал, который принимал в отелях Лапьера и его друзей. Соответственно, достоверность результатов можно поставить под сомнение[3].
- «Парадокс» Лапьера, возможно, связан с актуализацией (восприятия) проблемы. Пока актуализации не было — никто не рассматривал постояльцев как лиц с определённым цветом кожи, национальностью и т. д. Само исследование было построено с ошибкой постановки вопросов. Пример вопроса без актуализации: «Как вы относитесь к людям других национальностей?» Пример вопроса с актуализацией: «Вы хотите, чтобы вашим соседом стал мигрант из Пакистана (или цыган) и т. п.?»  Когда задаётся подобный вопрос, то респондент ориентируется при ответе на стереотип восприятия народа, а не на личные впечатления о человеке.[источник не указан 3512 дней]

## Варианты объяснения феномена
- Милтон Рокич высказал предположение о том, что у индивида одновременно присутствуют два аттитюда и в один момент времени может быть активизирован только один — либо на объект, либо на ситуацию[4]. В рамках этой теории у персонала отелей активизировался аттитюд на ситуацию, когда Лапьер и его друзья непосредственно посещали отели, и этот аттитюд негативным не был. При этом аттитюд на объект (отношение к китайцам), который активизировался при чтении письма, был резко негативным, что объясняет такую значительную разницу между реальным поведением и ответами на письма.
- Давид Кац и Эзра Стотленд объясняли феномен через структуру аттитюдов[5]. Согласно теории Каца и Стотленда, в зависимости от ситуации на передний план может выходить как аффективный, так и когнитивный компонент установки, меняя таким образом поведение.
- В 1980-е годы интерес к проблематике исследования возобновился[6]. Эллиот Аронсон попытался вывести факторы, обусловливающие воздействие аттитюдов на поведение. Он выделил группу факторов, препятствующих или способствующих этому воздействию: сила аттитюда (аттитюд можно расценивать как сильный, если в ответ на стимул немедленно возникает реакция) и ожидаемость аттитюда («я так и знал!»)[7]. Таким образом, связь аттитюдов с поведением снова в некоторой степени подтвердилась.
- Разрабатывались также особые теории, которые объясняли более сложную связь аттитюдов с поведением. Исаак Айзен и Моррис Фишбайн выдвинули идею о «точечном совпадении» элементов аттитюда и поведения — «глобальный» аттитюд нужно сравнивать с совокупностью поведенческих актов, а не с отдельно взятым случаем[8].
- Лоуренс Райтсман выдвинул теорию «смывающего потока», определив ряд обстоятельств, которые, по его словам, «смывают» очевидность влияния аттитюдов на поведение.

Все описанные варианты объяснения исходили из предположения о том, что аттитюды всё-таки влияют на поведение. Но некоторые учёные искали принципиально новый подход к вопросу. Дарил Дж. Бем предположил, что отношение между аттитюдами и поведением обратное — именно поведение влияет на аттитюд. По словам Бема, сначала человек наблюдает за своим поведением (например, не читает классическую литературу), а потом на основании этого выстраивает аттитюд (нелюбовь к классической литературе).